# Leucochrysa (Nodita) retusa
Leucochrysa (Nodita) retusa is een insect uit de familie gaasvliegen (Chrysopidae), die tot de orde netvleugeligen (Neuroptera) behoort. De soort komt voor in Brazilië.